# Morinda retropila
Morinda retropila är en måreväxtart som beskrevs av David A. Halford och A.J.Ford. Morinda retropila ingår i släktet Morinda och familjen måreväxter. Inga underarter finns listade i Catalogue of Life.